# Henri-Emmanuel Koch
Pour les articles homonymes, voir Koch.
Henri Emmanuel Koch (né le 4 juin 1930 à Liège et mort le 15 mars 2005 à Mons-lez-Liège) est un violoniste belge. Il est le fils de François-Henri Koch.

## Biographie
Il a fait ses études au conservatoire royal de Liège, dans la classe de son père, Henri Koch a obtenu la médaille avec la grande distinction et a perfectionné ses études à Paris avec Jacques Thibaud et Georges Enesco. Il a participé à de nombreux concours internationaux ; il fut lauréat du concours de Munich en 1953, termina comme finaliste une même épreuve internationale à Venise. En 1955, il a remporté le prix Vieuxtemps avec la plus grande distinction et les acclamations du jury. Il fut également en demi-finale du Concours musical international Reine-Élisabeth-de-Belgique en 1954.

## Carrière
En 1954, il devient concertmeister de l'Orchestre symphonique de Maastricht (L.S.O) alors sous la direction du chef André Rieu (père). Parallèlement il poursuit une carrière de soliste qui le conduit bien en dehors des frontières du Benelux, il joue en France, Allemagne, Pologne, Russie, Amérique du Nord, Canada, accompagne de nombreux pianistes (Monique Pichon, J. Grubben, Patrick Crommelinck, Taeko Kuwatta, Jörg Demus, Marcel Cominotto, Patrick Dheur, Lucette Deliens, Natalia Sharoyeva,Yasuko Eguchi, Jean Schils… Des chanteurs : Jules Bastin, Cécile Leleux (festival de Domme, de Durbuy…). En 1970, il devient professeur de violon au conservatoire royal de Liège.

## Les Solistes de Liège

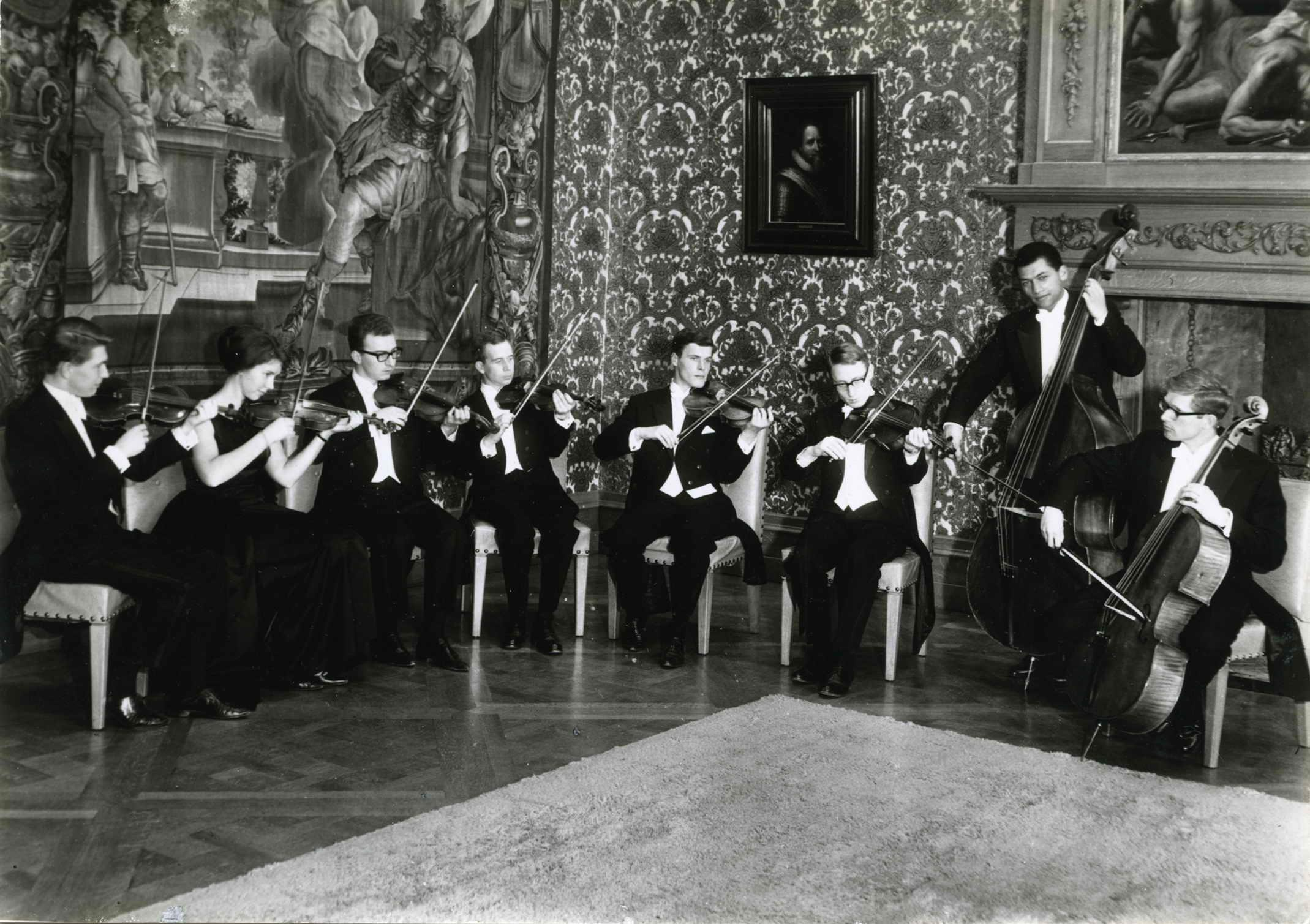
Les Solistes de Liège en 1964

Cet ensemble de musique de chambre, fondé par Henri Koch et Géry Lemaire, chef d'orchestre, en 1954 et repris en 1969 par son fils Emmanuel Koch, se produit en France, dans le Benelux, au Canada (exposition internationale de Montréal). Le groupe a accompagné de grands solistes comme Marie-Claire Alain, Maurice André, Jean-Pierre Rampal, Jules Bastin, Jean-Jacques Grünenwald, Michaël Schneider, Ian Wallach ; il a animé la vie musicale liégeoise et belge durant plus de cinquante ans et a ainsi contribué à porter la réputation de l'École liégeoise de violon bien au-delà des frontières belges.

## Le Quatuor municipal
Le Quatuor municipal, initié par Louis Poulet et Henri Koch en 1951 se produit dans la chapelle du Vertbois à Liège.
Les Concours de quatuor de Wégimont, patronnés par SM la Reine Élisabeth de Belgique ont une renommée internationale. Le luthier Jean Bauer fut un des gagnants de la session lutherie et également président du jury, lors d'une session ultérieure. Le quatuor se compose alors de Koch (père et fils) respectivement premier et second violons, de Paul Lambert à l'alto et Charles Bartsch au violoncelle. Par la suite sa géométrie varie. L'impact de ce concours a fait baptiser Liège « capitale mondiale du quatuor à cordes ». Durant plus de cinquante ans le quatuor anime la vie musicale liégeoise avec un  répertoire très large.

## Honneurs et distinctions
- 1980 : représente la Belgique comme juré du Concours musical international Reine-Élisabeth-de-Belgique.
- 1984 : le quatuor reçoit le prix Fuga pour la défense de la musique belge.
- 2005 : la ville de Liège fait graver son nom sous le buste de Henri Koch (bd Piercot, face au conservatoire royal).
- 2010 : la province de Liège (Paul-Émile Mottard, député permanent) et la ville de Liège (Jean-Pierre Hupkens  échevin de la Culture) s'associent pour donner au musée d'art moderne et contemporain un concert-souvenir, présenté par José Brouwers et Edmond Blattchen[16] ; à cette occasion lui est consacré le livre de José Brouwers Un homme pour toutes les saisons[17],[18]. Le peintre Philippe Waxweiler lui dédie une toile. Une plaquette commémorative du programme et des exécutants (anciens élèves et collaborateurs d'Emmanuel Koch, Jean-Gabriel Raelet élève de Emmanuel Koch, au 1er violon du quatuor et en sonate avec Patrick Dheur[7] le 27 juin 2010 , au musée du M.A.M.AC, Bruno Bacq, inaltérable second violon, Pascal Prégardien, élève d'Emmanuel Koch, à l'alto, Rudy Froyen au violoncelle[19], Laurence Koch, petite nièce de Henri-Emmanuel Koch, au violon[20], en sonate avec Patrick Dheur, puis avec son frère Jean-Philippe[21], Marcel Cominotto[22], piano), est offerte au public, venu nombreux[18].
- le 7 juin 2015 , à l'Hôtel de ville de Liège   "Des sonates pour un hommage attendu", un public nombreux (invité par Jean-Pierre Hupkens , échevin de la Culture) dans le cadre des concerts dédiés à la mémoire de Léopold Charlier) a assisté au baptême du double album "L'âme d'un violon " . Cet émouvant et merveilleux album composé d'enregistrements "live" a été réalisé avec le soutien de la Province de Liège (Paul-Emile Mottard , député provincial) et de la Ville de liège (Jean-Pierre Hupkens) il a été présenté, par José Brouwers et Edmond Blattchen, sur les magnifiques images ciselées pour la circonstance par Philippe de Ville . (à voir sur le site emmanuelkoch.com)[23].
- 2016 création du site emmanuelkoch.com
- J-M Onkelinx http://jmomusique.skynetblogs.be/tag/emmanuel+koch lui dédie un très bel hommage sur son blog le dimanche 11 juin 2017

## Discographie

### Compositeurs belges

#### Soliste
- Jean Absil : Suite bucolique pour cordes op. 95. Soliste : Emmanuel Koch ; solistes de Liège, direction Géry Lemaire. Création, œuvre inédite (Alpha) ;
- Nicolas Joseph Chartrain : Symphonie concertante en la majeur pour 2 violons, alto et orchestre. Solistes : Emmanuel Koch, Charles Jongen, Paul Lambert ; solistes de Liège, direction Géry Lemaire. 1er enregistrement mondial d'après le manuscrit original conservé au fonds Terry, bibliothèque du Conservatoire Royal de Liège (Alpha) ;
- Henri-Jacques de Croes :
  - Concerto en ut majeur pour flûte, violon et cordes. Solistes : Jean-Pierre Rampal et Emmanuel Koch ; solistes de Liège, direction Géry Lemaire. Manuscrit du fonds Ste Gudule du Conservatoire royal de Bruxelles (Erato) ;
  - Concerto en si bémol majeur pour flûte, violon et cordes. Solistes : André Isselée et Emmanuel Koch ; solistes de Liège, direction G. Lemaire (Erato) ;
- Willem de Fesch : Concerto grosso. Soliste : Emmanuel Koch ; solistes de Liège, direction : G. Lemaire (R.C.A.) ;
- Dieudonné-Pascal Pieltain : Concerto en sol majeur pour violon et orchestre. Soliste : Emmanuel Koch ; solistes de Liège, direction G. Lemaire. Ccréation, d'après un manuscrit de la bibliothèque du Conservatoire Royal de Liège (Alpha) ;
- Eugène Ysaye : Harmonies du soir pour quatuor à cordes solo et cordes op. 31. Solistes : Henri Koch, Emmanuel Koch, Paul Lambert, Georges Mallach ; solistes de Liège, direction G. Lemaire. Création et premier enregistrement d'après un manuscrit original) (Alpha).

#### Musique de chambre
- Francis de Bourguignon : Trio à cordes op. 49. Emmanuel Koch, Paul Lambert, Joseph Wagener (Alpha) ;
- Herman-François Delange :
  - Sonates op. 1 no 5 pour violon et clavecin. Emmanuel Koch, Hubert Schoonbroodt ;
  - Sonate à trois en la mineur pour 2 violons et basse. Emmanuel Koch, Bruno Bacq, Robert Masson ;
  - Quatuor à cordes en si bémol majeur. Quatuor municipal de Liège : Emmanuel Koch, Bruno Bacq, Paul Lambert, Robert Masson. Manuscrit du fonds Terry, conservatoire Royal de Liège (Musique en Wallonie) ;
- Pierre Froidebise : Sonate pour violon et piano. Emmanuel Koch, Joop Grubben (Arlequin) ;
- André Grétry :
  - Quatuor en ré majeur et Quatuor en ut mineur. Henri Koch, Emmanuel Koch, Paul Lambert, Georges Mallach (Alpha) ;
  - 6 quatuors. Quatuor de Liège : Emmanuel Koch, Charles Jongen, Paul Lambert, Joseph Wagener. (Monumenta Belgicae Musicae) ;
- Louis Lavoye : 2e quatuor à cordes. Quatuor municipal de Liège : Emmanuel Koch, Charles Jongen, Paul Lambert, Jean de Nobel (Alpha) ;
- Guillaume Lekeu :
  - Sonate pour violon et piano. Emmanuel Koch, Joop Grubben (Arlequin) ;
  - Quatuor inachevé. Quatuor Grétry : Emmanuel Koch, Paul Lambert, Georges Mallach, Monique Pichon (Alpha) ;
- Jean-Baptiste Lœillet de Gand :
  - Sonate en si bémol pour violon et clavecin. Emmanuel Koch, Monique Pichon (Alpha) ;
  - Sonate à quatre en si mineur. Quatuor Grétry : Emmanuel Koch, Paul Lambert, Georges Mallach, Monique Pichon (Alpha).

#### Violon-solo conducteur des solistes de Liège
- P.H. Bréhy : Sinfonia-ouverture en ut majeur. Direction : Géry Lemaire. 1er enregistrement mondial. Manuscrit du fonds Ste Gudule du Conservatoire Royal de Bruxelles (Erato) ;
- G. Brenta : Airs variés pour de belles écouteuses. Direction : Géry Lemaire (Alpha) ;
- H.J. De Croes :
  - Concertos pour flûte, cordes et basse continue (no 2 en si mineur et no 4 en la mineur). Direction : Géry Lemaire. Soliste : Jean-Pierre Rampal. Manuscrits du fonds Ste Gudule du Conservatoire royal de Bruxelles (Erato) ;
  - Quam terribilia motet pour soli, chœurs et orchestre. Direction : Géry Lemaire. Solistes : Lia Rotier, Jules Bastin (Erato, M.H.S. New-York) ;
- W. De Fesch : Concerto en ut majeur pour trompette et cordes. Direction : Géry Lemaire. Soliste : Maurice André. Manuscrit provenant d'une collection privée (Erato) ;
- H. Fr Delange :
  - Ouverture op. 6 no 6 et Sinfonia en mi bémol mineur. Direction : José Quitin. Manuscrit du fonds Terry, Liège (Musique en Wallonie) ;
- Fr. Devreese : Mouvement lent pour cordes. Direction : Géry Lemaire (Alpha) ;
- J.H. Fiocco :
  - Jubilate Deo (psaume 99), cantate pour basse et orchestre. Direction : Géry Lemaire. Soliste : Jules Bastin. 1er enregistrement mondial. Manuscrit du fonds Ste Gudule, Bruxelles (Erato) ;
  - Missa solemnis en ré majeur pour soli, chœurs, trompette et orchestre. Direction et reconstitution : Géry Lemaire. Solistes : Liane Jespers, Louis Devos, Roland Bufkens, Jules Bastin. Trompette : Maurice André. Chorales Audite Nova (Anvers) et Cantate (Gand). Copies manuscrites du fonds Ste Gudule, conservatoire royal de Bruxelles. 1er enregistrement mondial (Erato) ;
- A.M. Grétry : Suite de danses :
  - Symphonie en ut majeur pour cordes, Sinfonia pour cordes. Direction : Géry Lemaire (Alpha) ;
  - Suite de ballet Céphale et Procris. Direction : Géry Lemaire (Alpha) ;
  - Symphonies no 1 en do majeur et no 2 en mi mineur. Direction Géry Lemaire (Erato) ;
  - Lucile. Direction : Emmanuel Koch. Solistes : J. Sternotte, St. Memma, Ch. De Moor, E. Diaz. Chorale St-Amand de Jupille (Duchesne, Musical Héritage Society N-Y) ;
- Henri Hamal : Concerto pour trompette en ré majeur. Direction : Géry Lemaire. Soliste : Maurice André. Manuscrit de la bibliothèque du conservatoire royal de Liège (Erato) ;
- Jean-Noel Hamal :
  - Judith triomphans, oratorio pour soli, chœurs et orchestre. Direction : Frédéric Anspach. Solistes : M. Ceuppens, M.L. Decortls, J. Bastin, L. Van den Drlesche. Chorale de l'université de Liège. Manuscrit autographe fonds Terry Liège (Monumenta Belglcae Muslcae) ;
  - Sinfonia en la majeur. Direction : Géry Lemaire. Manuscrit reconstitué, Conservatoire Royal de Liège (Alpha) ;
  - Symphonie en fa majeur op. 2 no 4. Direction : Géry Lemaire. Premier enregistrement du compositeur. (Alpha) ;
  - In exitu Israël, psaume 113 pour soli, double chœur et orchestre. Direction : Géry Lemaire. Solistes : Lia Rotier, Simone Lynen, Louis Devos, Jules Bastin. Chorales Cantate (Gand) et Audite Nova (Anvers). Manuscrit du fonds Terry, conservatoire royal de Liège. 1er enregistrement mondial (Erato Paris / Musique en Wallonie) ;
- Michel Leclerc : Noir sur blanc, suite de ballet pour piano et cordes. Direction : Géry Lemaire. Soliste : Monique Pichon. 1er enregistrement (Alpha) ;
- Jacques Leduc :
  - Divertissement pour flûte et cordes. Direction : René Defossez. Soliste : André Isselée (Alpha) ;
  - Concertino pour hautbois et cordes. Direction : Géry Lemaire. Soliste : André Antoine ;
- Guillaume Lekeu :
  - Adagio pour cordes. Direction : Géry Lemaire (Alpha) ;
  - Esquisses pour piano (transcription avec cordes). Direction : Géry Lemaire. Soliste : Monique Pichon (Alpha) ;
- Jeanne Lemaire-Sindorff : Concertino en sol pour piano. Direction : Géry Lemaire. Soliste : André Dumortier (Alpha) ;
- Jacques Loeillet :
  - Concerto pour hautbois en mi bémol majeur. Direction : Géry Lemaire. Soliste : André Antoine (Alpha) ;
  - Concerto pour trompette en mi bémol majeur et Concerto pour trompette en ré majeur. Direction : Géry Lemaire. Soliste : Maurice André. Manuscrit reconstitué, conservatoire royal de Bruxelles (Erato) ;
- Paul-Baudouin Michel : Inframorphoses pour cordes. Direction : Géry Lemaire. Premier enregistrement mondial (Alpha) ;
- Alove Rammaert : Getshemani. Direction : Géry Lemaire. Premier enregistrement mondial (Alpha) ;
- Charles-Joseph van Helmont :
  - Ouverture à deux chœurs en ré majeur. Direction : Géry Lemaire (Erato) ;
  - Accensa furore pour soli, chœurs et orchestre. Direction : Géry Lemaire. Solistes : Lia Rotier, Jules Bastin (Erato) ;
- Pierre van Maldere : Symphonie en si bémol majeur op. 4, Sinfonia en ré majeur op. 5 no 1, Sinfonia a più strumenti en la majeur, Sinfonia no 166 en ré majeur, Sinfonia no 170 en mi bémol majeur. Direction : Jean Jakus. Manuscrits des bibliothèques de Milan (Archiv produktion Deutschen Grammophon) ;
- Adrien Willaert :
  - 4 ricercari pour orchestre et orgue. Direction : Géry Lemaire. Soliste : Marie-Claire Alain. Fonds Ste Gudule, conservatoire royal de Bruxelles (Erato) ;
  - Chants wallons du pays de Gretry. Direction : Emmanuel Koch. Solistes : Jacqueline Sternotte, Stefano Memma, Chris de Moor Chorale St Amand de Jupille, quintette de cuivres de Charleroi, quintette de clarinettes Mozart (TLP record).

### Compositeurs étrangers

#### Soliste
- Jean-Chrétien Bach : Symphonie concertante pour 2 violons et hautbois. Direction : Géry Lemaire. Solistes : Emmanuel Koch, Charles Jongen, André Antoine. Premier enregistrement mondial (RTBF) ;
- Jean-Sébastien Bach : Arioso pour violon et cordes. Soliste : Emmanuel Koch. Solistes de Liège (Duchesne et M.H.S. New-York) ;
- Arcangelo Corelli : 12 concerti grossi op. 6. Direction : Géry Lemaire. Soliste : Emmanuel Koch. Solistes de Liège (Da Caméra Magna, Allemagne) ;
- Joseph Haydn :
  - Concerto en sol majeur pour violon et cordes. Direction : Géry Lemaire. Soliste : Emmanuel Koch. Solistes de Liège (Alpha) ;
  - Concerto en fa majeur pour violon, orgue et cordes. Direction : Emmanuel Koch. Solistes : Emmanuel Koch, Hubert Schoonbroodt. Solistes de Liège (Duchesne) ;
- Wolfgang Amadeus Mozart : Concerto pour violon en la majeur KV219. Direction : Emmanuel Koch. Soliste : Emmanuel Koch. Solistes de Liège. Enregistrement live (Duchesne) ;
- Karl Stamitz : Symphonie concertante pour violon et alto en la majeur. Direction : Géry Lemaire. Solistes : Emmanuel Koch, Paul Lambert. Solistes de Liège (Alpha, RCA) ;
- Antonio Vivaldi : Concerto en sol mineur pour violon et cordes op. 6 no 1. Soliste : Emmanuel Koch. Copies originales, Cercle Vivaldi de Belgique. Concerto en ut majeur pour 2 violons et hautbois. Solistes : Henri Koch, Emmanuel Koch, André Antoine. Concerto grosso en ré mineur pour 2 violons et violoncelle op. 3 no 11. Solistes : Henri Koch, Emmanuel Koch, Georges Mallach. Concerto grosso en si mineur op. 3 no 10. Solistes : Henri Koch, Emmanuel Koch, Edgard Grosjean, Nadine Koch. Solistes de Liège. Direction : Géry Lemaire (Alpha).

#### Musique de chambre
- Wilhelm G. Berger : Quatuor à cordes no 6 Ballata Fantasia. Quatuor municipal de Liège : Henri Koch, Emmanuel Koch, Paul Lambert, Joseph Wagener (Alpha) ;
- Serge Rachmaninov : Trio à clavier « élégiaque » en ré mineur op. 9 no 2. Emmanuel Koch, Leonid Volkov, Natalia Sharoyeva. Enregistrement live à la Philharmonie de Saint-Pétersbourg.

#### Violon-solo-conducteur des solistes de Liège
- Tomaso Albinoni : Adagio pour cordes (Alpha) ;
- Jean-Chrétien Bach : Symphonie en sol mineur op. 6 no 6 et Symphonie pour double chœur en mi majeur. Direction : Géry Lemaire (Erato) ;
- Jean-Sébastien Bach : L'Offrande musicale. Direction : Géry Lemaire (Alpha) ;
- Wilhelm Friedemann Bach : Sinfonia en ré mineur. Direction : Géry Lemaire. Soliste : Hubert Schoonbroodt (Duchesne) ;
- Michel Corrette : Concerto pour orgue en ré mineur op. 6 no 6. Direction : Emmanuel Koch. Soliste : Hubert Schoonbroodt ;
- Claude Debussy : Danse sacrée et danse profane pour harpe et cordes. Direction : Emmanuel Koch. Soliste : Clélia Mertens (Duchesne) ;
- Christoph Graupner : Concerto en sol majeur pour trompette et cordes. Direction : Géry Lemaire. Soliste : Maurice André (Erato) ;
- Georg Friedrich Haendel : Largo (extrait de Xerxes) (Duchesne, M.H.S. New-York) ;
- Joseph Haydn :
  - Symphonie no 58 en fa majeur, Symphonie no 59 en la majeur (Feuersymphony), Concerto en ut majeur pour clavecin et cordes. Direction : Géry Lemaire. Soliste : Monique Pichon (Alpha) ;
  - Concerto pour piano en ré majeur. Direction : Emmanuel Koch. Soliste : Ninette de Rycker Rolin (Duchesne) ;
  - Joseph Ier : Reglna Coeli, cantate pour soprano, cordes et clavecin. Direction : Emmanuel Koch. Soliste : Jacqueline Sternotte (Alpha) ;
- Francesco Manfredini : Concerto grosso op. 3 no 12, Pour la nuit de Noël (Duchesne) ;
- Wolfgang Amadeus Mozart :
  - Concerto pour piano no 14 KV 446. Direction : Emmanuel Koch. Soliste : Elzbieta Dedek (Duchesne) ;
  - Concerto pour cordes. Soliste : Ernest Maes. Symphonie concertante pour violon et alto KV 364. Solistes : Jean-Claude Kromenacker, Paul Lambert. Direction : Emmanuel Koch (Duchesne) ;
  - Sérénade nocturne KV 239 (Alpha) ;
  - Concerto pour piano no 23 KV488. Direction : Emmanuel Koch. Soliste : Nlnette de Rycker Rolin (Duchesne) ;
- Bernardo Pasquini : Arietta. Direction : Géry Lemaire. Soliste : Henri Koch (Alpha) ;
- Johann Stamitz : Concerto pour hautbois. Soliste : André Antoine. Concerto en ré majeur pour alto et orchestre. Soliste : Paul Lambert. Symphonie no 1 en sol majeur, Symphonie no 2 en la majeur, Symphonie no 3 en si bémol majeur. Direction : Géry Lemaire (Alpha) ;
- Georg Philipp Telemann : Concerto en mi bémol majeur pour trompette et cordes. Direction : Géry Lemaire. Soliste : Maurice André (Erato) ;
- Giuseppe Valentini :
  - Concerto pour trompette en ut majeur. Direction : Géry Lemaire. Soliste : Maurice André (Erato)  ;
  - Concerto en ut majeur pour hautbois. Direction : Géry Lemaire. Soliste : André Antoine (Alpha).
- Antonio Vivaldi :
  - Concerto pour trompette en si bémol majeur. Direction : Géry Lemaire. Soliste : Maurice André (Erato) ;
  - Concerto pour violon en mi mineur op. 11 no 2 (« Il favorito »). Soliste : Henri Koch. Concerto en ré majeur pour violoncelle et cordes. Soliste : Eric Feldbusch. Concerto pour orchestre en ré majeur. Concerto grosso (« d'Amsterdam »). Soliste : Henri Koch. Direction : Géry Lemaire. D'après copies originales du Cercle Vivaldi de Belgique et du conservatoire royal de Bruxelles (Alpha) ;
  - Concerto en ré majeur transcrit pour harpe. Direction : Emmanuel Koch. Soliste : Clélia Mertens (Duchesne) ;
- Carl Maria von Weber : 2 concertos pour piano. Direction : Géry Lemaire. Soliste : André Dumortier (Alpha) ;
- 6e rencontre internationale des religions pour la paix : Johann Pachelbel : Canon et Gigue ; Tomaso Albinoni : Adagio (Glazotto) ; W. A. Mozart : Quatuor à cordes no 17 en si bémol (« La chasse ») KV458 et Ave Verum KV618 ; G. Fauré : In paradisium (Requiem) ; Haendel : Alléluia (Messie). Solistes de Liège. Chorale Les colibris. Direction : Marcel Warny (Duchesne).

#### Divers
- Paul Abraham : Victoria et son hussard. Violon solo et direction : Emmanuel Koch. Solistes : B, Sinclair, Cl. Granger, J. Taylor, A. Payol, E.Weismann, G.Leo. Chœur et orchestre lyrique (Tl P Record) ;
- Comédies musicales américaines (extraits de R. Rodgers, L. Bernstein, F. Loewe). Direction : Brian Stanborough. Violon solo : Emmanuel Koch. Solistes : J.M. Joye, Cl Granger. Chœurs et orchestre lyrique (TLP Record)
- Ricardo Garcia chante Francis Lopez. Direction : Franz Despontin. Violon solo : Emmanuel Koch. Orchestre lyrique (TLP Record) ;
- Francis Lopez : La Route fleurie. Direction : Christian Lalune. Violon solo : Emmanuel Koch. Solistes : R. Hlrlgoyen, A. Crlsti, H. Genes. Chœurs et orchestre lyrique (TLP record) ;
- Jacques Offenbach :
  - Pomme d'api. Violon solo et direction : Emmanuel Koch. Solistes : Cl. Granger, J. Ducros, A. Payol. Solistes de Liège (Bourg records, Paris) ;
  - L'Île de Tulipatan. Violon solo et direction : Emmanuel Koch. Solistes : Y. Metz, Th. Migliorini, Cl. Granger, M. Rieu, St. Memma. Chœurs Jupille Saint-Amand. Solistes de Liège. Enregistrement intégral (TLP Record) ;
- Parade de printemps (les plus belles opérettes de Robert Stolz). Direction Jean Doussard. Violon solo : Emmanuel Koch. Solistes : Cl. Granger, B. Sinclair, M. Florence, H. Murgue. Orchestre symphonique (S.P.I. Paris) ;
- Liliane Riboni : Jeanne D'Arc. Violon solo : Emmanuel Koch. Solistes : L. Riboni, D. Licari, J. Stout, M. Barouille, J.C. Corbel (Bourg Music, Paris) ;
- Sigmund Romberg : Le Chant du désert. Direction : Claude Quinet. Violon solo : Emmanuel Koch. Solistes : J.M.Joye, Cl. Granger, K. Crucke, Ch. Lara, T. Wierzbicki, V. Mercier, M. Courche. Cercle choral de Tilff. Orchestre lyrique (TLP Record) ;
- Vincent Scotto (H. Alibert, R. Sarvil) :
  - Un de la canebière. Direction : Claude Quinet. Violon solo : Emmanuel Koch. Solistes : Cl. Granger, V. Rapin, Ph. Fargues, L. Delacroix, M. Courche. Chœurs et orchestre lyrique (TLP Record)
  - Trois de la marine et Au pays du soleil (opérettes marseillaises). Direction : Claude Quinet. Violon solo : Emmanuel Koch. Solistes : Cl. Granger, Fr. Lorca, Ed. Carbo, A. Vaneck, J. Legrand. Chœurs et orchestre lyrique (TLP Record) ;
- Jules Massenet : Méditation de Thaïs ;
- Camille Saint-Saëns : Le Cygne. Violon : Emmanuel Koch. Harpe : Clélia Mertens (Duchesne) ;
- Tomaso Albinoni : Adagio pour cordes (Alpha).